# 황태민
황태민(1984년 9월 17일 ~ )은 중국 BET 팀 소속의 대한민국 전직 워크래프트 III 프로게이머이다. 아이디는 'Zacard'이며, 사용하는 종족은 오크이다. 오크 종족의 영웅인 블레이드마스터를 주로 사용하며, '최강오크', '대세오크'등의 별명을 가지고 있다. 과거 유럽 슈로엣 코만도(일명,SK) 팀에서 활동한 적이 있다. 2007년부터 2009년까지 MBC GAME의 Warcraft III World War 리그에 지속적으로 참여하였다. 2010년 은퇴하였다.

## 주요 수상 경력
- 2004년 WCG 2004 준우승
- 2004년 블리즈컨 2004 준우승
- 2005년 WEG 2005 준우승